# Nagatomo Koichiro
Koichiro Nagatomo (sinh ngày 7 tháng 12 năm 1982) là một cầu thủ bóng đá người Nhật Bản.

## Sự nghiệp câu lạc bộ
Koichiro Nagatomo đã từng chơi cho Avispa Fukuoka.